# Oscar Leonard Beyersdorf

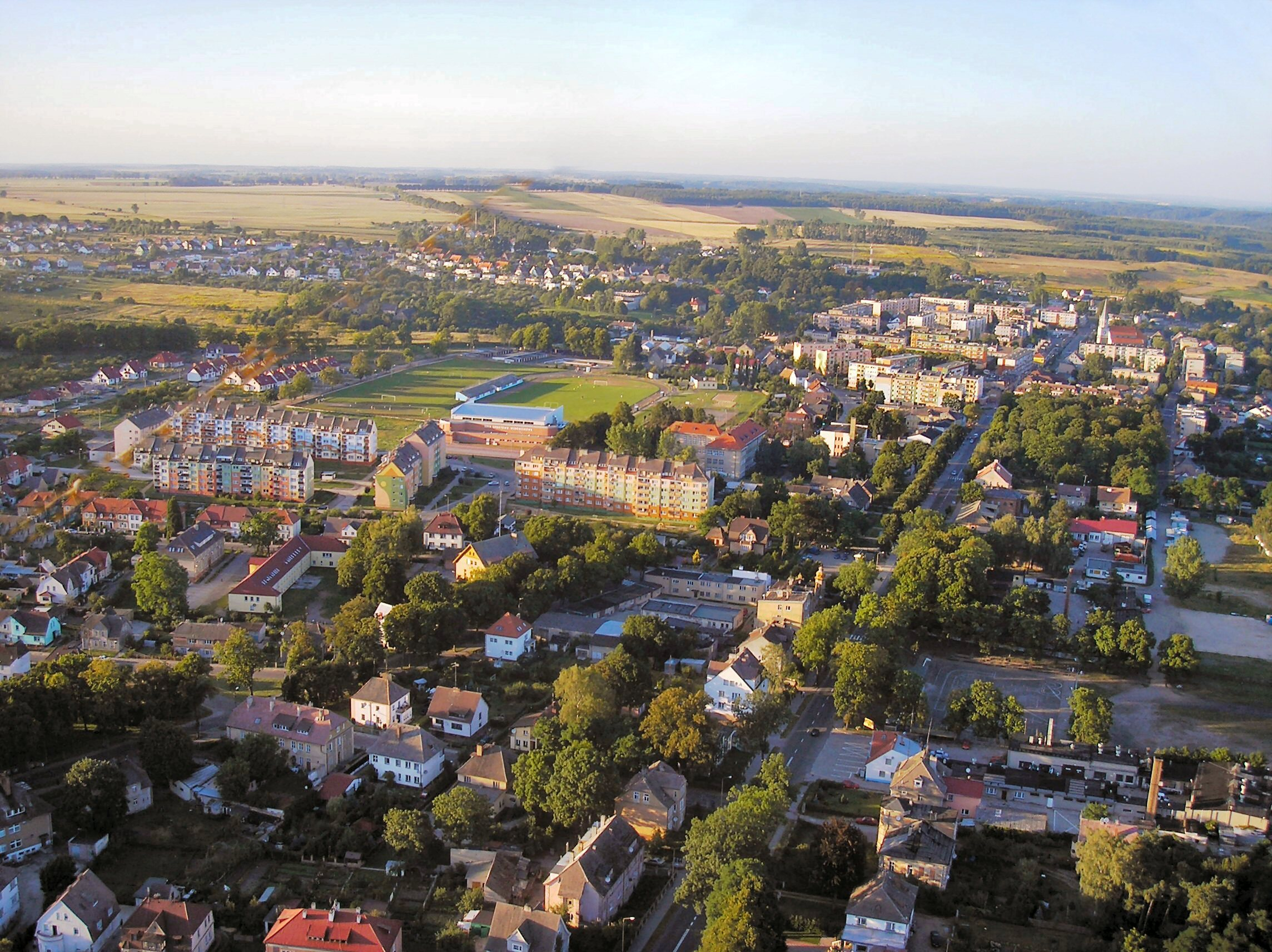
Łobez z lotu ptaka

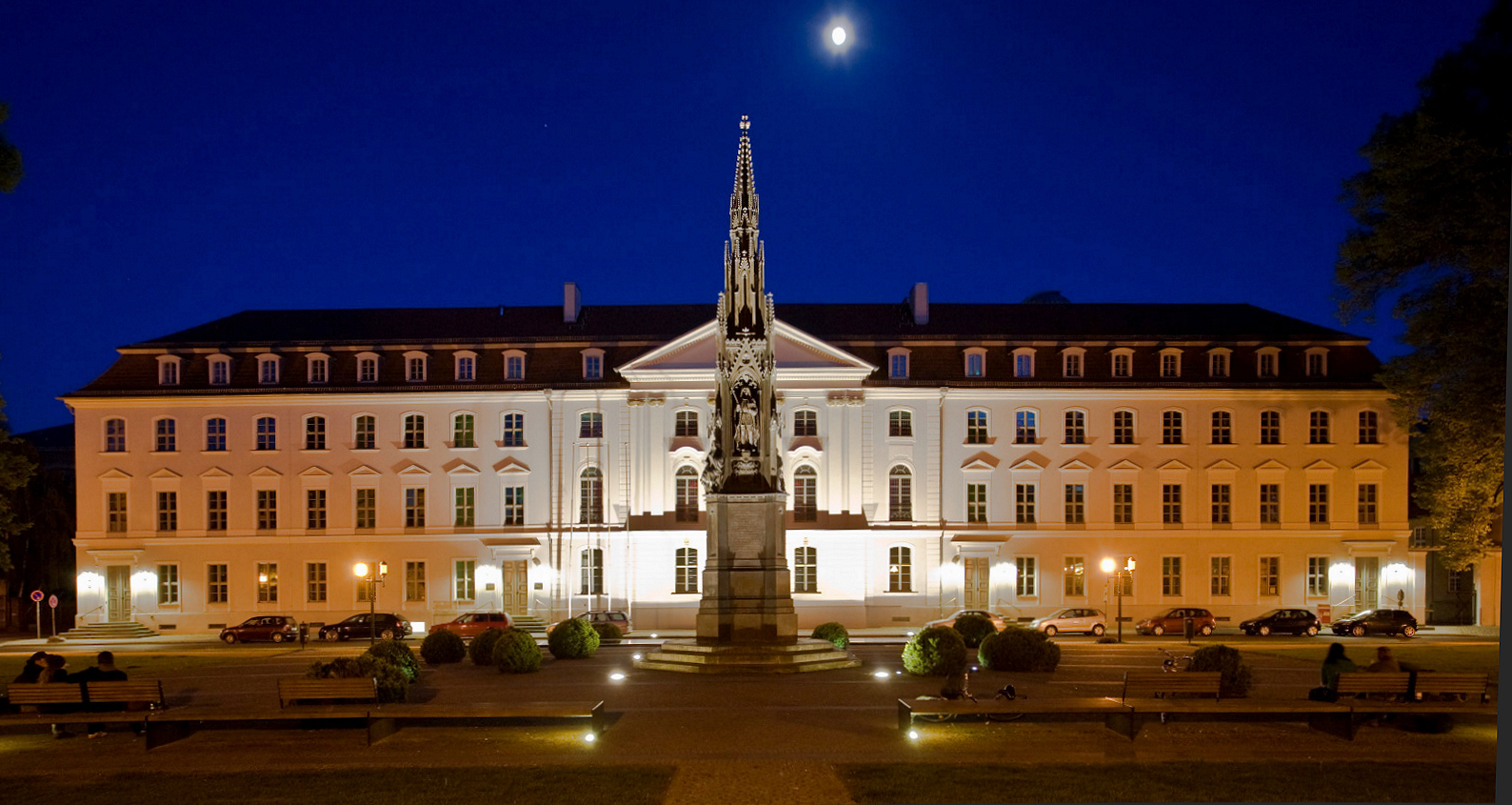
Uniwersytet Greifswaldzki

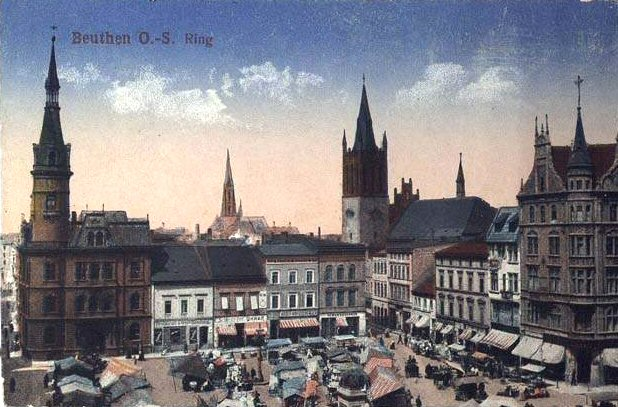
Bytom 1910

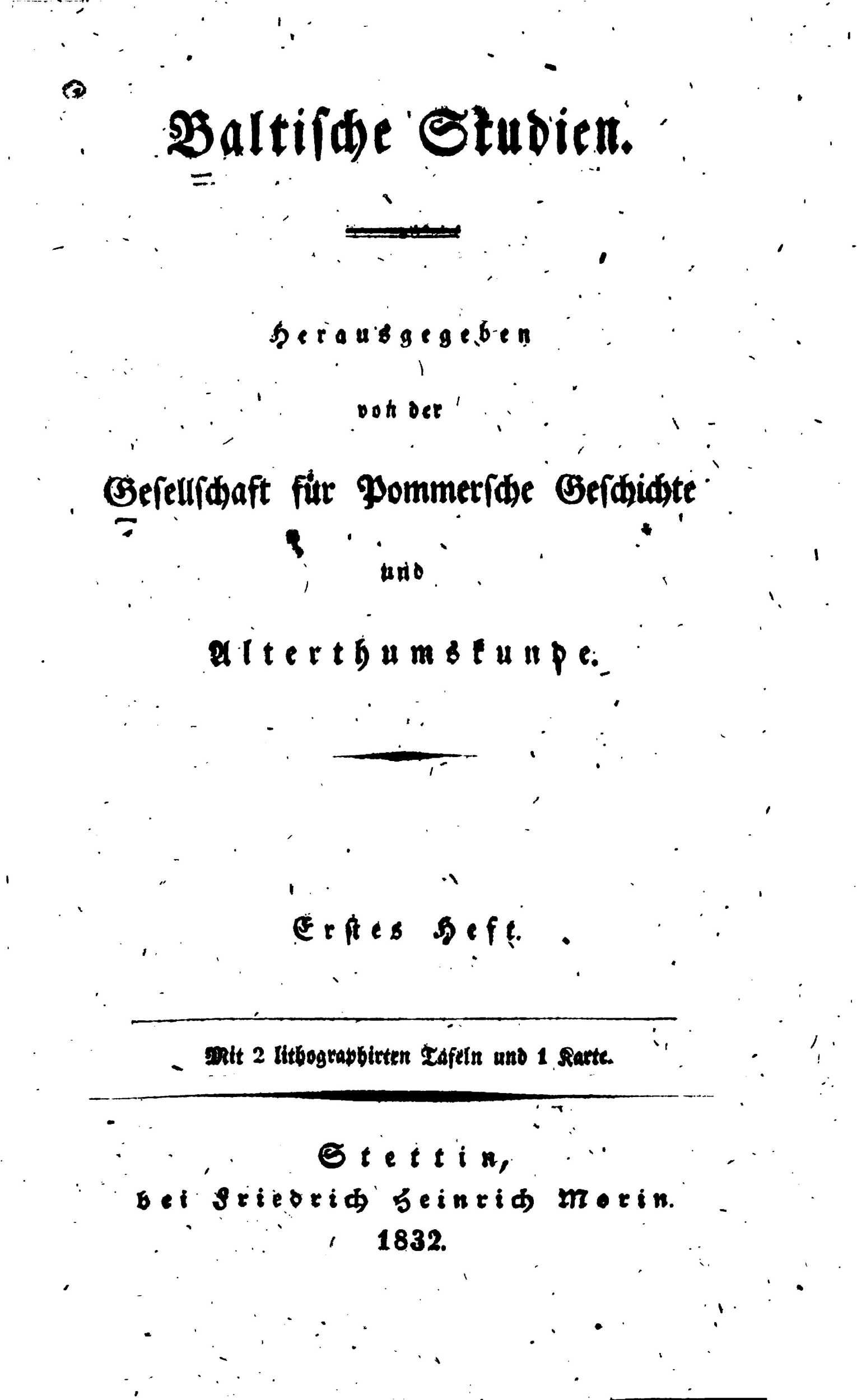
[http://books.google.de/books?id=fv0YAQAAIAAJ&pg=PR1 Band 1, Heft 1, der Baltischen Studien (1832)

Oscar Leonard Beyersdorf (ur. 13 grudnia 1830 w Łobzie, zm. 21 lipca 1887 w Bytomiu)– pruski lekarz, parlamentarzysta, slawistyk i bałtystyk.

## Życiorys
Oskar Beyersdorf urodził się w powiecie Regenwalde w mieście Labes, a członkowie jego rodziny jeszcze na przełomie XIX i XX w. mieszkali w pobliskich miastach Regenwalde i Wangerin. Oskar studiował medycynę na Uniwersytecie Greifswaldzkim, gdzie w roku 1853 został członkiem studenckiej organizacji Corps Guestfalia Greifswald, a w roku 1854 pisze pracę Methodus et finis medicinae. Specimen inaugurale. Po ukończeniu studiów rozpoczął praktykę lekarską w Bytomiu. W roku 1863 został wybrany z okręgu Opole 5 do pruskiego parlamentu (Preußisches Abgeordnetenhaus). W latach siedemdziesiątych i osiemdziesiątych XIX w. prowadził badania słowiańskiego pochodzenia niemieckich nazw miejscowości w tym w powiatach Franzburg, Grimmen, Greifswald oraz rzek i jezior na Pomorzu i wysp na Morzu Bałtyckim. Jego badania dotyczyły takich miejscowości jak np. Berlin, Szczecin i Wolgast. Pierwszą swoją pracę Der Ortsname Berlin aus dem Slavischen erklärt. Ein Vortrag. wydał w Bytomiu, a następne wydawał w Szczecinie w powstałym w roku 1832 i wydawanym corocznie do dzisiaj regionalnym czasopiśmie naukowym Baltische Studien. Zmarł 21 lipca 1887 r. w Bytomiu.

## Publikacje
- Oscar Leonardus Beyersdorff: Methodus et finis medicinae. Specimen inaugurale. Kunike, Greifswald 1854 (Dissertation).
- Oskar Beyersdorf: Der Ortsname Berlin aus dem Slavischen erklärt. Ein Vortrag. Wylezol, Beuthen O./S. 1870.
- Beyersdorf, Oskar: Ueber die Slavischen Städtenamen Pommerns, 1874
- Beyersdorf, Oskar: Slavische Streifen. (1), Baltische Studien. 1878
- Beyersdorf, Oskar: Slavische Streifen. (2), Baltische Studien, 1881
- Beyersdorf, Oskar: Slavische Streifen. (3), Baltische Studien, 1882
- Beyersdorf, Oskar: Slavische Streifen. (4), Baltische Studien, 1883
- Beyersdorf, Dr. med.:Slavische Streifen. Published by Ohne Orts-, Verlags- und Jahresangabe, vermutlich um 1890.